# Corey Sanders
Corey Sanders (ur. 17 kwietnia 1997 w Lakeland) – amerykański koszykarz grający na pozycji rozgrywającego, od 2022 zawodnik Muszynianki Domelo Sokoła Łańcut.
W 2017 wziął udział w turnieju Adidas Nations College Counselors.
6 maja 2020 został zawodnikiem Enea Astorii Bydgoszcz. 12 lipca 2021 dołączył do włoskiego Allianz Pallacanestro Trieste. 3 stycznia 2022 zawarł umowę z greckim GS Lavrio Aegean Cargo. 5 listopada 2022 podpisał kontrakt z Rawlplug Sokołem Łańcut.

## Osiągnięcia
Stan na 28 stycznia 2022, na podstawie, o ile nie zaznaczono inaczej.
NCAA
- Laureat Joe Calabrese Game MVP Trophy (2018)
- Zaliczony do:
  - I składu turnieju Big Ten (2018)
  - składu honorable mention All-Big Ten (2016)

Indywidualne
- Zaliczony do I składu kolejki EBL (10, 12, 15, 19 – 2020/2021, 17 – 2022/2023)[7][8][9][10][11]
- Lider EBL w asystach (2021 – 7,4)[12]